# Goguryeo–Sui-krigene
Gogueryo-Sui-krigene var fire felttog, som det kinesiske Sui-dynasti sendte mod   kongeriget Goguryeo mellem 598 og 614. Sui formåede aldrig at erobre Gogueryo. Invasionerne var med til at svække Sui-dynastiet, og var en indirekte årsag til dynastiets fald i 618. En af grundene til invasionerne var, at Gogueryo ikke ville erklære sig for underordnet i forhold til Sui, og angreb Sui i 597. Derefter sendte Sui fire invasioner mod Gogueryo, i 598, 612, 613 og 614, som til sammen havde en styrke på over 3 millioner soldater. Oprør i Kina var også en af grundene til, at alle invasionerne mislykkedes. Krigene førte til, at millioner af kinesere i Sui mistede livet. Invasionerne førte til, at Goguryeo blev så svækket, at soldater fra Tang-dynastiet og det koreanske kongedømme Silla i 668 erobrede området. Det kinesiske Tang-dynasti forsøgte at indsætte et militærregime, men det varede ikke længe. Den sydlige del af Goguryeo blev indtaget af Silla mens det nye rige Balhae blev dannet i nord.